# Coupe d'Afrique des vainqueurs de coupe masculine de handball
La Coupe d'Afrique des vainqueurs de coupe masculine de handball est une compétition de clubs masculins de handball d'Afrique. Depuis 1985, elle réunit des clubs ayant, en principe, remporté leur coupe nationale.
Il s'agit de la deuxième compétition des clubs masculins africains derrière la Ligue des champions. Elle est parfois organisée conjointement avec la Coupe des coupes féminine.

## Palmarès détaillé
Le palmarès détaillé est, :
| Édition  | Dates                        | Pays Hôte                                       | Engagés                                         | Finale                                          | Finale                                          | Finale                                          | Petite finale                                   | Petite finale                                   | Petite finale                                   |
| Édition  | Dates                        | Pays Hôte                                       | Engagés                                         | Champion                                        | Score                                           | Finaliste                                       | Troisième                                       | Score                                           | Quatrième                                       |
| -------- | ---------------------------- | ----------------------------------------------- | ----------------------------------------------- | ----------------------------------------------- | ----------------------------------------------- | ----------------------------------------------- | ----------------------------------------------- | ----------------------------------------------- | ----------------------------------------------- |
| 1re      | du 5 au 12 mars 1985         | Port-Saïd                                       | 3                                               | Zamalek SC                                      | TTR                                             | Al Ahly SC                                      | Niger United                                    | Niger United                                    | Niger United                                    |
| 2e       | du 25 mars au 3 avril 1986   | Cotonou                                         | 5                                               | Niger United                                    |                                                 | Port-Saïd SC                                    | Zamalek SC                                      | 21-19                                           | Nadit Alger                                     |
| 3e       | du 2 fév. au 2 mars 1987     | Port-Saïd                                       | 6                                               | MP Oran                                         | TTR                                             | Zamalek SC                                      | Port-Saïd SC                                    | TTR                                             | Niger United                                    |
| 4e       | du 25 mars au 1er avril 1988 | Oran                                            | 6                                               | Mouloudia Alger                                 | TTR                                             | MP Oran                                         | Club Africain                                   | TTR                                             | SO Armée                                        |
| 5e       | du 28 mars au 4 avril 1989   | Le Caire                                        | 8                                               | IRB Alger                                       | 19 − 18ap                                       | MP Alger                                        | Club Africain                                   | ??-??                                           | Al Ahly SC                                      |
| 6e       | du 4 au 12 mai 1990          | Rabat                                           | 7                                               | IRB Alger                                       | 21-20ap                                         | MP Alger                                        | Zamalek SC                                      |                                                 | COD Meknès                                      |
| 7e       | du 25 avril au 5 mai 1991    | Alger                                           | 7                                               | MC Alger                                        | TTR                                             | IRB Alger                                       | Port-Saïd SC                                    | TTR                                             | EM Mahdia                                       |
| 8e       | avril 1992                   | Bauchi                                          | 6                                               | MC Alger                                        |                                                 | FAP Yaoundé                                     | Benue Buffaloes                                 |                                                 | Pélican HBC                                     |
| 9e       | du 3 au 11 avril 1993        | Le Caire                                        | 7                                               | MC Alger                                        | 20 - 17                                         | Port-Saïd SC                                    | Zamalek SC                                      | 21 - 16                                         | IRB Alger                                       |
| 10e      | du 13 au 20 mai 1994         | Rabat                                           | 4                                               | MC Alger                                        | TTR                                             | ERC Alger                                       | EM Mahdia                                       | TTR                                             | KAC Marrakech                                   |
| 11e      | du 25 mars au 1er avril 1995 | Niamey                                          | 4                                               | MC Alger                                        | TTR                                             | FAP Yaoundé                                     | Primeiro de Agosto                              | TTR                                             | AS SONIDEP                                      |
| 12e      | du 30 mars au 6 avril 1996   | Meknès                                          | 8                                               | KAC Marrakech                                   | 24 - 19                                         | MC Alger                                        | COD Meknès                                      |                                                 | GD da Banca                                     |
| 13e      | du ? au 29 juin 1997         | Kano                                            | ?                                               | MC Alger                                        | 25 − 15                                         | Abuja Unity Boys                                | Kano Pyramids                                   |                                                 | FAP Yaoundé                                     |
| 14e      | ? au 4 avril 1998            | Bauchi                                          | ?                                               | MC Alger                                        | 26 − 20                                         | FAP Yaoundé                                     | Étoile du Congo                                 |                                                 | Customs Kings                                   |
| 15e      | 1999                         | Alger                                           | ?                                               | MC Alger                                        |                                                 | OC Alger                                        | PTT Marrakech                                   |                                                 | Minuh de Yaoundé                                |
| 16e      | 2000                         | Bauchi                                          | ?                                               | FAP Yaoundé                                     |                                                 | Yankari Bulls                                   | Minuh de Yaoundé                                |                                                 | SO Armée                                        |
| 17e      | 2001                         | Meknès                                          | ?                                               | Club Africain                                   |                                                 | Al Ahly SC                                      | OC Alger                                        |                                                 | COD Meknès                                      |
| 18e      | 15 au 27 août 2002           | Yamoussoukro                                    | 5                                               | Minuh de Yaoundé                                | TTR                                             | Pélican HBC                                     | SO Armée                                        | TTR                                             | Red Star OJA                                    |
| 19e      | 2003                         | Tunis                                           | ?                                               | Espérance de Tunis                              |                                                 | AS Hammamet                                     | SR Annaba                                       |                                                 | Minuh de Yaoundé                                |
| 20e      | 2004                         | Tunis                                           | ?                                               | Club Africain                                   | 27 – 21                                         | Espérance de Tunis                              | Minuh de Yaoundé                                |                                                 | HC BCC Kinshasa                                 |
| 21e      | 2005                         | Fès                                             | ?                                               | Club Africain                                   | –                                               | Maghreb de Fès                                  | Red Star OJA                                    | –                                               | Diables Noirs                                   |
| 22e      | 2006                         | Abidjan                                         | ?                                               | Minuh de Yaoundé                                | –                                               | Red Star OJA                                    | SO Armée                                        |                                                 | Patronage Sainte-Anne                           |
| 23e      | 2007                         | Mahdia                                          | ?                                               | Club Africain                                   | –                                               | EM Mahdia                                       | Zamalek SC                                      |                                                 | Minuh de Yaoundé                                |
| 24e      | 2008                         | Meknès                                          | 11                                              | Club Africain                                   | 33 − 31ap                                       | MC Saïda                                        | JSE Skikda                                      | 39 − 32                                         | COD Meknès                                      |
| 25e      | 2009                         | Cotonou                                         | ?                                               | Zamalek SC                                      | 31 – 28                                         | Minuh de Yaoundé                                | Interclub de Brazzaville                        | ?? – ??                                         | Red Star OJA                                    |
| 26e (en) | 7 au 17 avril 2010           | Ouagadougou                                     | 16                                              | Zamalek SC                                      | 28 − 26                                         | GD Interclube                                   | Minuh de Yaoundé                                | 31 − 28                                         | JSE Skikda                                      |
| 27e (en) | 14 au 22 avril 2011          | Yaoundé                                         | 8                                               | Zamalek SC                                      | 27 − 21                                         | FAP Yaoundé                                     | Munisport                                       | 36 − 29                                         | Wydad Smara                                     |
| 28e (en) | 19 au 30 avril 2012          | Tunis                                           | 13                                              | Étoile du Sahel                                 | 23 − 18                                         | Zamalek SC                                      | Club Africain                                   | 33 – 23                                         | RS Berkane                                      |
| 29e (en) | 19 au 27 avril 2013          | Hammamet                                        | 13                                              | Al Ahly SC                                      | 31 − 18                                         | AS Hammamet                                     | Étoile du Sahel                                 | 33 – 24                                         | Niger United                                    |
| 30e (en) | 20 au 29 mai 2014            | Oyo                                             | 7                                               | Espérance de Tunis                              | TTR                                             | Al Ahly SC                                      | Salinas                                         | TTR                                             | Patronage Sainte-Anne                           |
| 31e (en) | 15 au 24 mai 2015            | Libreville                                      | 12                                              | Espérance de Tunis                              | 27 − 26                                         | Al Ahly SC                                      | Club Africain                                   | 33 – 25                                         | Stade Mandji                                    |
| 32e (en) | 5 au 20 mai 2016             | Laâyoune                                        | 11                                              | Zamalek SC                                      | 26 − 25                                         | Espérance de Tunis                              | Association d'Hammamet                          | 32 – 31                                         | Heliopolis                                      |
| 33e (en) | 13 au 22 avril 2017          | Agadir                                          | 10                                              | Al Ahly SC                                      | 31 − 22                                         | AS Hammamet                                     | Widad Smara Handball                            | 26 – 20                                         | Raja d'Agadir                                   |
| 34e (en) | 13 au 22 avril 2018          | Le Caire                                        | 14                                              | Al Ahly SC                                      | 25 − 12                                         | Al-Ittihad Tripoli                              | Widad Smara Handball                            | 24 – 23                                         | Jeunesse sportive de Kinshasa                   |
| 35e      | 2019                         | Oujda                                           | 12                                              | Étoile du Sahel                                 | 28 − 24                                         | Al Ahly SC                                      | Espérance de Tunis                              | 36 – 26                                         | Mouloudia d'Oujda                               |
| 36e      | 2020                         | Non disputé du fait de la pandémie de Covid-19. | Non disputé du fait de la pandémie de Covid-19. | Non disputé du fait de la pandémie de Covid-19. | Non disputé du fait de la pandémie de Covid-19. | Non disputé du fait de la pandémie de Covid-19. | Non disputé du fait de la pandémie de Covid-19. | Non disputé du fait de la pandémie de Covid-19. | Non disputé du fait de la pandémie de Covid-19. |
| 37e (en) | 24 août - 2 sept. 2021       | Meknès                                          | 14                                              | Al Ahly SC                                      | 29 − 24                                         | Widad Smara Handball                            | GD Interclube                                   | 29 – 28                                         | Jeunesse sportive de Kinshasa                   |
| 38e      | 10 au 19 mai 2022            | Niamey                                          | 8                                               | Zamalek SC                                      | 29 − 28                                         | Al Ahly SC                                      | FAP Yaoundé                                     | 28 − 24                                         | Don Bosco HBC                                   |
| 39e      | 9 au 18 mai 2023             | Le Caire                                        | 8                                               | Zamalek SC                                      | 29 − 28                                         | Al Ahly SC                                      | Sporting Club d'Alexandrie                      | 34 − 17                                         | Raja Agadir                                     |
| 40e (en) | 18 au 27 avril 2024          | Oran                                            | 12                                              | Espérance de Tunis                              | 30 − 25                                         | Zamalek SC                                      | Al Ahly SC                                      | 37 − 28                                         | JSE Skikda                                      |
| 41e      | ? au 23 mai 2025             | Le Caire                                        | ?                                               | Al Ahly SC                                      | 31 − 28                                         | Zamalek SC                                      | ES Tunis                                        | 43 – 25                                         | Mountada Derb Sultan                            |

## Bilan

### Par club
| Rang | Club               | Pays     | Titres | Finales perdues | Total finales |
| ---- | ------------------ | -------- | ------ | --------------- | ------------- |
| 1    | MC Alger           | Algérie  | 9      | 3               | 12            |
| 2    | Zamalek SC         | Égypte   | 7      | 4               | 11            |
| 3    | Al Ahly SC         | Égypte   | 5      | 7               | 12            |
| 4    | Club Africain      | Tunisie  | 5      | 0               | 5             |
| 5    | Espérance de Tunis | Tunisie  | 4      | 2               | 6             |
| 6    | OC Alger           | Algérie  | 2      | 3               | 5             |
| 7    | Minuh de Yaoundé   | Cameroun | 2      | 1               | 3             |
| 8    | Étoile du Sahel    | Tunisie  | 2      | 0               | 2             |
| 9    | FAP Yaoundé        | Cameroun | 1      | 4               | 5             |
| 10   | MC Oran            | Algérie  | 1      | 1               | 2             |
| 11   | KAC Marrakech      | Maroc    | 1      | 0               | 1             |
| 11   | Niger United       | Nigeria  | 1      | 0               | 1             |

### Par pays
| Rang  | Pays          | Victoires | Finales perdues | Total finales |
| ----- | ------------- | --------- | --------------- | ------------- |
| 1     | Égypte        | 12        | 13              | 25            |
| 2     | Algérie       | 12        | 9               | 21            |
| 3     | Tunisie       | 11        | 6               | 17            |
| 4     | Cameroun      | 3         | 5               | 8             |
| 5     | Maroc         | 1         | 2               | 3             |
| 5     | Nigeria       | 1         | 2               | 3             |
| 7     | Angola        | 0         | 1               | 1             |
| 7     | Bénin         | 0         | 1               | 1             |
| 7     | Côte d'Ivoire | 0         | 1               | 1             |
| 7     | Libye         | 0         | 1               | 1             |
| Total | Total         | 39        | 39              | 78            |

## Résultats détaillés

### Édition 1987
La troisième édition s'est déroulée du 25 février au 1er mars 1987 à Port-Saïd (Égypte). Les six clubs disputent un mini-championnat en une seule phase. Parmi les résultats, on trouve : 
- 1re journée : MP Oran bat Munisports Pointe-Noire 22-12
- 2e journée : MP Oran bat Port-Saïd SC 15-14
- 3e journée : MP Oran bat Niger United 25-13
- 4e journée : MP Oran bat Zamalek SC 23-21 (mi-temps 11-9)
- 5e journée : MP Oran bat Sokoto Rima 19-17.

Le classement final est alors :
1. MP Oran (Algérie), 10 pts (5 matches joués, 5 gagnés, 104 buts pour, 77 buts contre, +27 de différence de buts)
2. Zamalek SC (Egypte)
3. Port-Saïd SC (Egypte)
4. Niger United (Nigéria, tenant du titre)
5. Munisports Pointe-Noire (Congo)
6. Sokoto Rima (Nigéria).

L'effectif du MP Oran, entraîné par Hadj Mokrani, était : Amrouche (GB), Sofiane Elimam, Lahnèche, Abdeldjalil Bouanani, Boussetta, Abdelkrim Bendjemil (28 buts), Nacereddine Bessedjrari (23 buts), Moumène (16 buts), Mustapha Doballah (14 buts).
Sources
- « Coupes d'Afrique », Hand-ball : bulletin fédéral, Fédération française de handball, avril 1987 (consulté le 21 avril 2020).
- El Djoumhouria du lundi 2 mars 1987, page 1.
- El Hadef n°735 du dimanche 8 mars 1987 page 1 et n°736 du dimanche 15 mars 1987 page 24.

### Édition 1990
La sixième édition s'est déroulée du 5 au 12 mai 1990 à Rabat (Maroc).
| Les résultats de la poule A sont : - JS Binaâ bat COD Meknès 20-15 - COD Meknès bat Rail Club ?-? (+6) - mardi 8 mai : JS Binaâ bat Rail Club 27-20 (mi-temps 17-10). | Le classement de la poule A est : 1. JS Binaâ Alger : 6 pts, 47 bp, 35 bc 2. COD Meknès 4 pts, diff +1 3. Rail Club 2 pts, diff -13. |

| Les résultats de la poule B sont : - Samedi 5 mai 1990 : - AS Hammamet bat Rabita Casablanca ?-? (+3) - Mouloudia d'Alger bat Zamalek 25 à 22 - date inconnue - MC Alger bat AS Hammamet 20-19 - Zamalek SC bat Rabita Casablanca ?-? (+9) - mardi 8 mai : - MC Alger bat Rabita Casablanca 23-19 (mi-temps 12-08) - Zamalek SC bat AS Hammamet 19-17 | Le classement de la poule B est : 1. MC Alger, 9 pts, 68 bp, 60 bc 2. Zamalek SC, 7 pts, diff +8 3. AS Hammamet, 5 pts, diff +0 4. Rabita de Casablanca, 3 pts, diff -16 |

Les résultats de la phase finale sont :
- demi-finales, jeudi 10 mai 1990 :
  -  MC Alger  bat  COD Meknès  21-13
  -  JS Binaâ Alger  bat  Zamalek SC  19-18
- finale, samedi 12 mai 1990 :
  -  JS Binaâ Alger  bat  MC Alger  21-20 ap (mi-temps 8-7)
- match pour la 3e place :
  -  Zamalek SC  bat  COD Meknès  ?-?

Le classement final est alors :
1. JS Binaâ Alger
2. MC Alger
3. Zamalek SC
4. COD Meknès
5. AS Hammamet
6. Rail Club
7. Rabita de Casablanca

Sources
- El Hadef week-end n°32 du mercredi 16 mai 1990, page 3.
- Ech Chaâb du jeudi 10 mai 1990, page 7.
- El-Mountakheb N° 231 du samedi 5 mai 1990 page 18 .

### Édition 1992
La huitième édition s'est déroulée en avril 1992 à Bauchi au Nigeria. Six équipes ont participé à cette édition.
Un premier groupe oppose le MC Alger (Algérie), les Benue Buffaloes (Nigeria) et le FAP Yaoundé (Cameroun). L'autre groupe oppose le Mechal SC (Éthiopie), le Pélican HBC (Bénin) et l'ASFAPS (Burkina-Faso).
Le classement final est alors :
1. MC Alger
2. FAP Yaoundé
3. Benue Buffaloes
4. Pélican HBC
5. ASFAPS
6. Mechal SC

Sources :
- El Mountakheb n°334 du samedi 2 mai 1992 page 24 .

### Édition 1994
La dixième édition s'est déroulée du 13 au 20 mai 1994 à Rabat (Maroc). Seules 4 équipes participent à la compétition disputée sous forme de mini-championnat, les équipes se rencontrant deux fois (principe des matchs aller et retour).
Parmi les résultats, on trouve :
- vendredi 13 mai 1994  :
  - EM Mahdia et KAC Marrakech 20-20 (match d'ouverture)
  - MC Alger et ERC Alger 16-16
- samedi 14 mai 1994 : 
  - MC Alger bat EM Mahdia 21-19
  - ERC Alger bat KAC Marrakech 18-15
- dimanche 15 mai 1994
  - EM Mahdia bat ERC Alger 19-18 (mi-temps 8-11)
  - MC Alger bat KAC Marrakech 26-21 (mi-temps 14-8)
- mardi 17 mai 1994 : 
  - EM Mahdia bat KAC Marrakech 22-20
  - MC Alger et ERC Alger 17-17 (mi-temps 7-11)
- mercredi 18 mai 1994 :
  - MC Alger bat EM Mahdia 23-21[9]
  - KAC Marrakech - ERC Alger résultat inconnu
- vendredi 20 mai 1994 :
  - KAC Marrakech - MC Alger résultat inconnu
  - ERC Alger - EM Mahdia résultat inconnu

Le classement final est :
1. MC Alger
2. ERC Alger
3. El Makarem de Mahdia
4. Kawkab de Marrakech

L'effectif du MC Alger était : Toufik Hakem (GB), Boubekeur Zermani (GB), Samir Helal (GB), Redouane Aouachria,  Redouane Saïdi, Salim Abes, Brahim Boudrali, Yazid Akchiche, Réda Zeguili, Karim Djemaâ, Karim Yala, Sofiane Lamali, Kamel Aoudi, Toufik Zeghdoud - Entraîneur : Kamel Akkeb - DTS : Djaffar Belhocine
Autres sources
- Liberté n°532 du mardi 17 mai 1994 page 18.
- Le Matin n°727 du jeudi 19 mai 1994 page 21 .
- Ech Chaâb du lundi 2 janvier 1995 page 20.

### Édition 1995
La onzième édition s'est déroulée du 25 au 1er avril 1995 à Niamey (Niger). Seules 4 équipes participent à la compétition disputée sous forme de mini-championnat en aller simple.
Parmi les résultats, on trouve :
- 1re journée :  MC Alger bat  FAP Yaoundé score inconnu
- 2e journée :  MC Alger bat  AS SONIDEP 39-14
- dernière journée, samedi 1er avril 1995  :  MC Alger bat  Primeiro de Agosto 27-24.

Finalement, le MC Alger s'impose devant le FAP Yaoundé, le Primeiro de Agosto et enfin l'AS SONIDEP.
Sources
- Al Mountakhab, hebdomadaire algérien, n°471, semaine du 8 au 14 avril 1995, page 24.
- El Khabar n°1343 du dimanche 2 avril 1995 page 17.

### Édition 1996
La douzième édition s'est déroulée du 30 mars au 6 avril 1996 à Meknès (Maroc).
Dans le groupe A, les résultats sont :
- KAC Marrakech bat HC Ruwe 29 à 11
- samedi 30 mars 1996,MC Alger bat HC Le Port 27 à 8
- KAC Marrakech bat HC Le Port 25 à 8
- MC Alger bat HC Ruwe 25 à 14
- KAC Marrakech bat MC Alger 21 à 17
- HC Le Port et HC Ruwe  (score inconnu)

Le KAC Marrakech termine premier devant le MC Alger. Les deux clubs sont qualifiés pour les demi-finales.
Dans le groupe B, parmi les résultats, on trouve :
- Samedi 30 mars 1996 (match d'ouverture), COD Meknès bat AS Saint-Sauveur 20 à 13
- GD da Banca bat AS Saint-Sauveur (score inconnu)
- COD Meknès bat GD da Banca 22 à 15

Le COD Meknès termine premier devant le GD da Banca. Les deux clubs sont qualifiés pour les demi-finales.
Les demi-finales sont jouées le jeudi 4 avril 1996 :
- KAC Marrakech bat GD da Banca (score inconnu)
- Mouloudia d'Alger bat COD Meknès 16 à 12[9].

La finale est jouée le samedi 6 avril 1996 à 16h00 :
- KAC Marrakech bat Mouloudia d'Alger 24 à 19[9].

Le classement final est :
1. KAC Marrakech
2. Mouloudia d'Alger
3. COD Meknès (club organisateur)
4. GD da Banca
5. BAZA
6. HC Le Port
7. HC Ruwe
8. AS Saint-Sauveur

Sources
- le Quotidien d'Oran n°391 du dimanche 31 mars 1996 page 22 et le N° 393 du mardi 2 avril 1996 page 22.
- El Khabar n°1640 du jeudi 4 avril 1996 page 24.
- El Djoumhouria, n°10382 du samedi 6 avril 1996, page 24 et n°10383 du dimanche 7 avril 1996, page 1 et 24.
- El Moudjahid du samedi 6 avril 1996 page 21.

### Édition 1997
La treizième édition s'est déroulée à Kano au Nigeria du ? au 29 juin 1997.
La plupart des résultats ne sont pas connus.
La finale, disputée le 29 juin 1997, a vu le MC Alger s'imposer sur le score de 25 à 15 face à l'Abuja Unity Boys,. Le Kano Pyramids a fini troisième devant le FAP Yaoundé.
Le classement final est :
1. Mouloudia d'Alger
2. Abuja Unity Boys
3. Kano Pyramids
4. FAP Yaoundé
5. SO Armée
6. Benue Buffaloes
7. GD da Banca
8. Al Jazira

### Édition 1998
La quatorzième édition s'est déroulée à Bauchi au Nigeria du ? au samedi 4 avril 1998.
Lors du premier tour de cette compétition, le MC Alger a gagné ses trois matchs.
Qualifié pour la phase finale, le MC Alger élimine l'Étoile du Congo en demi-finale avant de remporter le titre en finale contre les camerounais du FAP Yaoundé sur le score de 26 à 20 (mi-temps (15-9).
Le classement final est :
1. Mouloudia d'Alger
2. FAP Yaoundé
3. Étoile du Congo
4. Customs Kings
5. Kano Pyramids
6. Niger United
7. WTC Yankari
8. Minuh de Yaoundé disqualifiée

Sources
- L'Authentique du dimanche 5 avril 1998 page 24.
- Le Matin n°1878 du lundi 6 avril 1998 page 22.

### Depuis 2010
Voir les articles en anglais :
- Ouagadougou 2010 (en)
- Yaoundé 2011 (en)
- Tunis 2012 (en)
- Hammamet 2013 (en)
- Oyo 2014 (en)
- Libreville 2015 (en)
- Laayoune 2016 (en)
- Agadir 2017 (en)
- Le Caire 2018 (en)
- Oujda 2019
- Meknès 2021 (en)
- Niamey 2022
- Le Caire 2023
- Oran 2024 (en)